# Honor Up
Honor Up es una película estadounidense de acción dirigida y coescrita por Damon Dash y producida por Kanye West. Protagonizada por Damon Dash, Cam'ron, Daniel Jenkins, Murda Mook, Nicholas Turturro y Stacey Dash, fue estrenada el 16 de febrero de 2018 en los cines estadounidenses.

## Sinopsis
Un capo de la droga se ve envuelto en una feroz lucha por mantener su honor después de un mortal ataque armado en el barrio de Harlem en Manhattan.

## Reparto
- Damon Dash es el narrador y OG
- Cam'ron es JR
- Daniel Jenkins es Primo
- Murda Mook es Mike
- Nicholas Turturro es el detective Kean
- Stacey Dash es Tara
- Smoke DZA es Dee
- Smokey Suárez es Flip

## Recepción
En Rotten Tomatoes, la película tiene una aprobación de la audiencia del 31%. Glenn Kenny del New York Times afirmó: «A pesar de todos sus fallos, la película consigue a veces aportar un tufillo de miedo a las calles con sus sonidos e imágenes». Para Michael Rechstshaffen de Los Angeles Times, el filme es «un retroceso criminalmente inepto a las películas de gángsters urbanos de los años 1990».